# Dorian Dreuil
 (novembre 2023).
La mise en forme du texte ne suit pas les recommandations de Wikipédia : il faut le « wikifier ».
Les points d'amélioration suivants sont les cas les plus fréquents :
- Les titres sont pré-formatés par le logiciel. Ils ne sont ni en capitales, ni en gras.
- Le texte ne doit pas être écrit en capitales (les noms de famille non plus), ni en gras, ni en italique, ni en « petit »…
- Le gras n'est utilisé que pour surligner le titre de l'article dans l'introduction, une seule fois.
- L'italique est rarement utilisé : mots en langue étrangère, titres d'œuvres, noms de bateaux, etc.
- Les citations ne sont pas en italique mais en corps de texte normal. Elles sont entourées par des guillemets français : « et ».
- Les listes à puces sont à éviter, des paragraphes rédigés étant largement préférés. Les tableaux sont à réserver à la présentation de données structurées (résultats, etc.).
- Les appels de note de bas de page (petits chiffres en exposant, introduits par l'outil «  Source ») sont à placer entre la fin de phrase et le point final[comme ça].
- Les liens internes (vers d'autres articles de Wikipédia) sont à choisir avec parcimonie. Créez des liens vers des articles approfondissant le sujet. Les termes génériques sans rapport avec le sujet sont à éviter, ainsi que les répétitions de liens vers un même terme.
- Les liens externes sont à placer uniquement dans une section « Liens externes », à la fin de l'article. Ces liens sont à choisir avec parcimonie suivant les règles définies. Si un lien sert de source à l'article, son insertion dans le texte est à faire par les notes de bas de page.
- La présentation des références doit suivre les conventions bibliographiques. Il est recommandé d'utiliser les modèles {{Ouvrage}}, {{Chapitre}}, {{Article}}, {{Lien web}} et/ou {{Bibliographie}}. Le mode d'édition visuel peut mettre en forme automatiquement les références.
- Insérer une infobox (cadre d'informations à droite) n'est pas obligatoire pour parachever la mise en page.

Pour une aide détaillée, merci de consulter Aide:Wikification.
Si vous pensez que ces points ont été résolus, vous pouvez retirer ce bandeau et améliorer la mise en forme d'un autre article.
Pour les articles homonymes, voir Dreuil.
Dorian Dreuil, né le 28 février 1992, est un responsable associatif français.
Depuis juillet 2021, il est expert associé, membre de l'Observatoire de la vie politique à la Fondation Jean-Jaurès, et co-président de l’ONG A Voté.
De 2014 à 2021, il est membre du conseil d'administration d'Action contre la faim, dont il est Secrétaire général de 2017 à 2019.
Il est directeur d’études de l’Institut Bona fidé depuis 2024,.

## Biographie

### Formation universitaire
Né à Paris, l'ancrage familial de Dorian Dreuil est à Toulouse où il poursuit des études de droit et de sciences politiques à l'université Toulouse-I-Capitole.
En juillet 2021, Dorian Dreuil rejoint la Fondation Jean-Jaurès comme expert associé membre de l'Observatoire de la vie politique à l'occasion de la publication d'une note d'analyse : La République de l'abstention.

### Engagements associatifs et citoyens
Dorian Dreuil s'engage au sein de l'organisation non gouvernementale (ONG) Action contre la faim dès ses 16 ans,. Quatre ans après, il devient délégué départemental à Toulouse en Haute-Garonne avant d'être élu, à 22 ans, au conseil d'administration national d'Action contre la faim dont il devient alors le plus jeune membre élu.
Successivement délégué à la vie associative puis secrétaire général adjoint, il devient secrétaire général d'Action contre la faim en 2017 à l'âge de 25 ans, une fonction qu'il occupera jusqu'en 2019.
Le 25 avril 2019, il publie son premier livre Plaidoyer pour l'engagement citoyen dont ATD Quart monde dira que cet ouvrage plaide "pour qu’une place et une confiance plus grandes soient accordées aux jeunes, pour que l’image et les messages se modernisent, tant dans leur contenu que dans leur mode de diffusion".
En 2020, il est cofondateur, avec Didier Le Bret et diverses personnalités politiques et associatives, du collectif citoyen Rendez les doléances ! qui milite pour l'accès des cahiers citoyens du Grand débat national en partenariat avec l'association Notre Affaire à Tous[source insuffisante].
En janvier 2021, il intègre la seconde promotion du programme "Social Demain"[source insuffisante].
Dorian Dreuil est distingué au grade de bronze de la médaille de la jeunesse, des sports et de l'engagement associatif (contingent départemental), promotion du 1er janvier 2021.
En juin 2021 il devient co-président de l'ONG A Voté, une association d'innovation démocratique.

### Engagements politique
Le 28 juin 2020, Dorian Dreuil signe un appel pour la création du mouvement politique et citoyen #NousDemain,,, composé d'une trentaine de personnalités politiques (parlementaires) et de la société civile, qui deviendra plus tard un parti politique de centre gauche : Les Nouveaux Démocrates,.
Il s'engage plus particulièrement sur les questions d'engagement, de démocratie et de participation citoyenne dans le journal La Croix et pour la revue politique L'Hémicycle.

### Parcours professionnel
Il enseigne au Nouveau collège d'études politiques à l'université Paris Lumières au sein du Master 2 "Discours et techniques du politique".
En 2019, il est directeur de la collection d'essais politiques « Poleis » chez VA Éditions.
Dorian Dreuil est responsable « plaidoyer » de l’association Démocratie ouverte.
En 2024, il devient directeur d'études de l'institut Bona Fidé, qui produit des études d'opinion quantitatives et qualitatives au sein de l'agence Bona Fidé de Robert Zarader.

## Distinctions
- Médaille de la jeunesse, des sports et de l'engagement associatif, bronze, promotion du 1er janvier 2021[19]

## Publications

### Essais
- Plaidoyer pour l'engagement citoyen, le regard d'un humanitaire, préface d'Audrey Pulvar, Paris, VA Editions, 2019, 122 p.  (ISBN 1093240946)
- « Le chant des sans voix ou le blues de la démocratie » IN Le Bret, Didier. Rendez les doléances ! Enquête sur la parole confisquée des français, Paris, 2022, JC Lattès  (ISBN 2709668734)